# Tokaj (nádraží)
Tokaj je železniční stanice v maďarském městě Tokaj, které se nachází v župě Borsod-Abaúj-Zemplén. Stanice byla otevřena v roce 1859, kdy byla zprovozněna trať mezi Nyíregyházou a Miškovcem.

## Provozní informace
Stanice má celkem 1 nástupiště a 2 nástupní hrany. Ve stanici je možnost zakoupení si jízdenky a je elektrizovaná střídavým proudem 25 kV, 50 Hz. Provozuje ji společnost MÁV.

## Doprava
Stanice je jediným nádražím ve městě. Zastavuje zde několik vnitrostátních vlaků InterCity na trase Budapešť–Miškovec–Nyíregyháza či zde zastavují okružní InterCity (maďarsky Kör-IC) z Budapest-Nyugati pu. přes Szolnok, Debrecín, Nyíregyházu, Miškovec do Budapest-Keleti pu. Osobní vlaky odsuď jezdí do Nyíregyházy a Szerencse.

## Tratě
Stanicí prochází tyto tratě:
- Nyíregyháza–Szerencs (MÁV 80c)